# Бинт

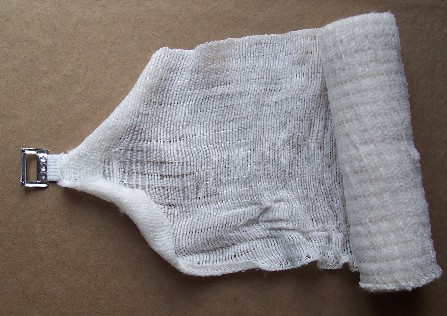
Бинт

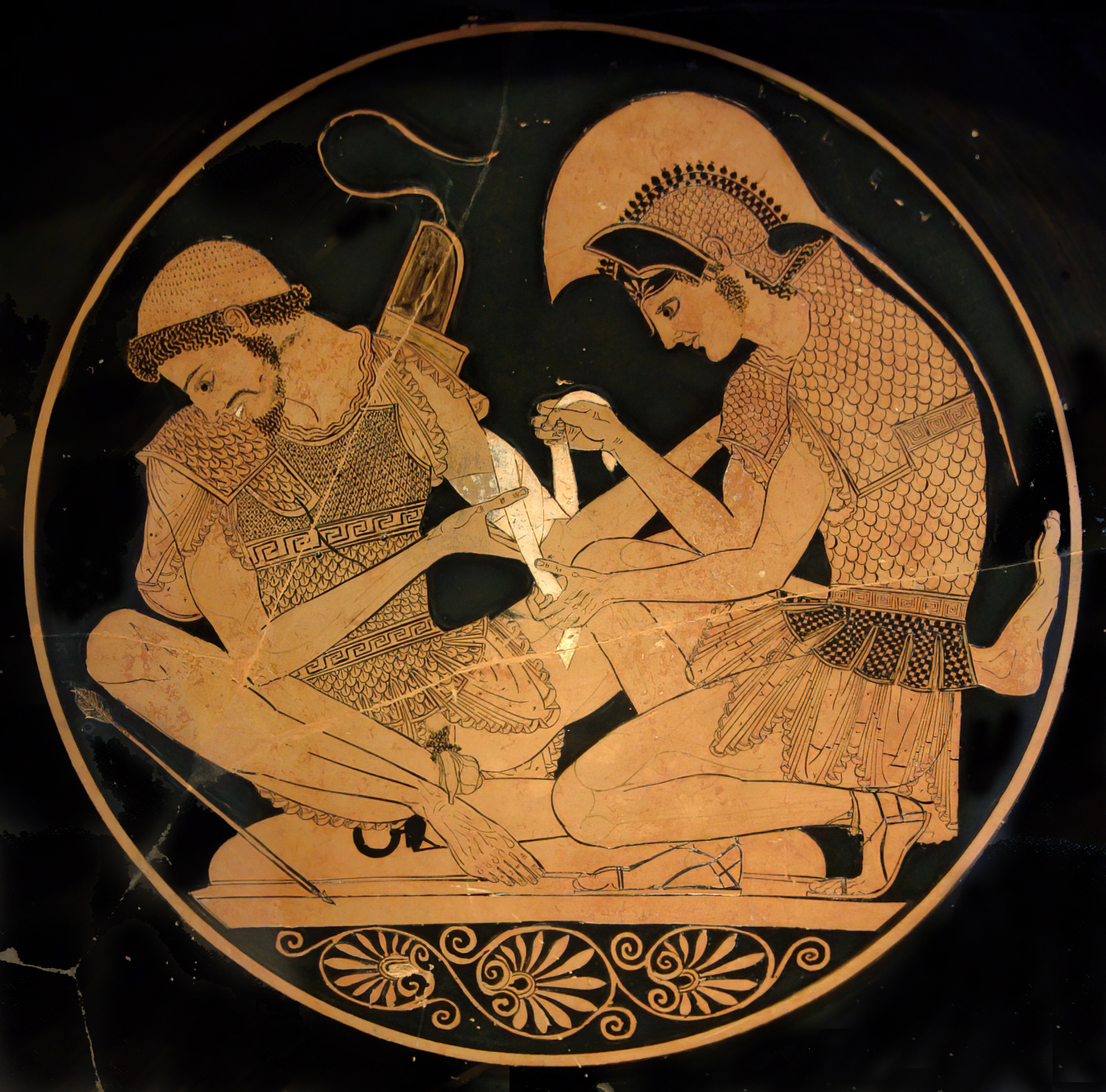
Ахіл перев'язує руку Патроклу (чаша із зображенням)

Бинт — це медичний виріб з особливої тканини (природної чи синтетичної), що застосовують для накладання пов'язок, перев'язування ран.

## Загальний опис
Класичний бинт виготовлено з білої марлі (бавовняної), густиною 12x12 ниток на 1 см², скрученої у невеличкі рулони.
Бинти можуть бути різної ширини — 3, 5, 7, 10, 14, 16 см; різної довжини- 1, 1.5, 3, 5, 7 м, різної густини. 
Також бинти можуть бути суцільно плетені та нарізні.
Нарізні бинти виготовляються з широкого рулону намотаної марлі, який розрізають відповідно до необхідної ширини. Однак їх недоліком є те, що бокові краї такого бинту містять велику кількість обрізаних ниток, що вкрай незручно при накладанні пов'язок. Але такий метод виготовлення набагато дешевший і реалізувати технологічно легше, а отже для бинта одноразового використання підходить як найкраще.
Деякі види густих бинтів називають бандаж (фр. bandage).

## Види бинтів
Усі бинти поділяють на дві групи: стерильні та  нестерильні.
Стерильні бинти пакують у пергаментний папір або у водонепроникний синтетичний матеріал.
- Марлеві медичні стерильні
- Марлеві медичні нестерильні
  - медичний гіпсовий

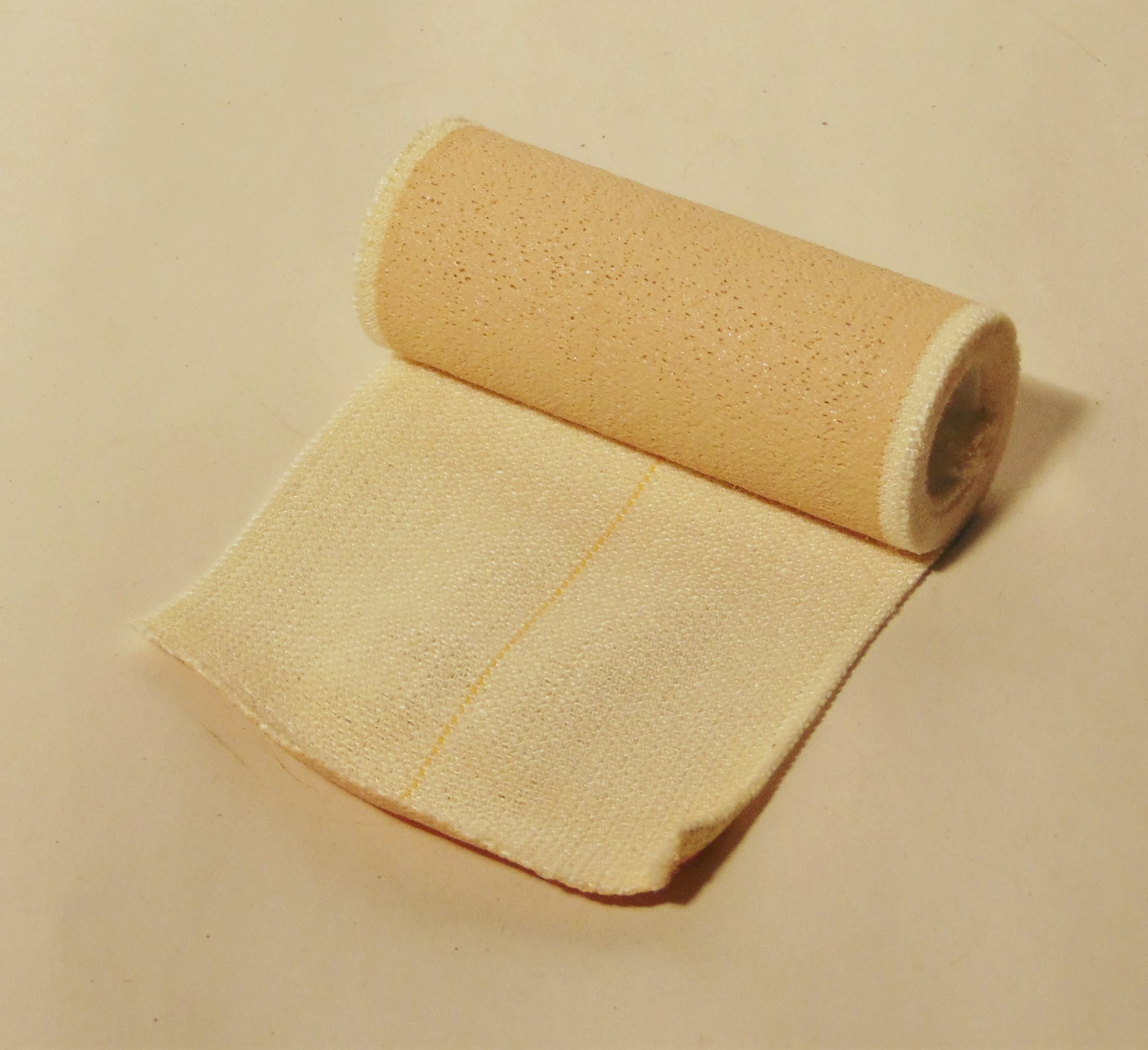
Бинт, 1940, Друга світова війна

  - медичний гіпсовий з пластифікатором ПВА
  - медичний еластичний
  - медичний еластичний трубчатий
  - медичний еластичний сітчатий
  - медичний фіксуючий
  - липкий повітрепроникний
  - липкий паропроникний
  - трубчатий щільний
  - трубчатий легкий
  - трубчато-сітчатий

Також є бинти стрічкові (густіше стандартного), термоеластичні(з пластмас та полімерів з термопам'яттю), існують особливі види бинтів, наприклад: самофіксовані, з лікувальним  речовинами (охолоджувальні та інш.), водонепроникні та інші.
Як допоміжний матеріал, при використанні бинту, застосовують лейкопластири, марлеві серветки, тампони.